# Jano Monserrate
Monserrate  Pueyo est un nom espagnol. Le premier nom de famille, en général paternel, est Monserrate ; le second, en général maternel, souvent omis, est Pueyo.
Alejandro Monserrate Pueyo, dit Jano Monserrate, né le 28 janvier 2006 à Saragosse, est un footballeur espagnol qui évolue au poste de milieu offensif à l'Atlético Madrid B.

## Biographie

### Carrière en club
Formé au Real Saragosse, Monserrate rejoint le centre de formation de l'Atlético de Madrid en janvier 2024.
Il fait ses débuts en mars suivant avec l'équipe réserve, l'Atlético B, face au Club Recreativo Granada en Primera Federación.

### En sélections nationales
Monserrate est convoqué en juin 2025 avec l'équipe d'Espagne des moins de 19 ans pour participer au Championnat d'Europe des moins de 19 ans 2025, en Roumanie.

## Palmarès

### En sélection
Espagne -19 ans
- Championnat d'Europe
  - Finaliste en 2025